# Petr Roškaňuk
Petr Roškaňuk, (* 19. listopadu 1958 Havlíčkův Brod) přezdívaný Rošky, je český rockový kytarista, skladatel a producent. Působil v řadě hudebních skupin, některé sám založil a vedl, je spoluzakladatelem skupiny Žlutý pes a po Ondřeji Hejmovi jejím nejdlouhodobějším členem. Produkuje, skládá a nahrává filmovou hudbu. V průběhu kariéry hrál folkrock, hardrock, metal-pop, rock 'n' roll, líbí se mu blues.

## Osobní život
Narodil se v Havlíčkově Brodě. Kvůli povolání otce, vojenského pilota, se s rodinou přestěhovali do Čáslavi, a poté do pražské čtvrti Ruzyně.
Vystudoval střední průmyslovou školu grafickou. Byl posluchačem Vysoké školy ekonomické.

## Hudební vzdělání a inspirace
Už na základní škole sledoval hard rock typu Black Sabbath, Deep Purple, později jazzrockové skupiny, jižanské, bluesové, rockpopové aj. Ke hře na kytaru ho inspiroval starší kamarád, kytarista Jan Martinek, pozdější spoluzakladatel Žlutého psa, do jehož bezprostředního sousedství se rodina v Ruzyni nastěhovala. Navštěvoval jeho podkrovní zkušebnu a učil se tam hrát rovnou na elektrickou kytaru, také se jeho prostřednictvím seznamoval se světovými hudebními nahrávkami. Hru na kytaru zčásti odkoukal od Petra Pokorného, také chodil na hodiny k Václavu Veselému. Později cvičil sám podle videoškol Paula Gilberta, na nichž se mu líbí neortodoxní, ale přesná a čistá hra.

## Působení v kapelách
Účinkoval ve skupinách Tic tac, JPR, Dobrohošť (1983–1985), Framus 5, Marsyas, Nová Růže, Underground Blues Session, založil skupiny R-Force (od 1993) a Blackout (od 2004). V roce 1978 byl jedním ze zakládajících členů kapely Žlutý pes. Byl členem Aleš Brichta Bandu a autorem a koproducentem některých písní na sólových albech Aleše Brichty.

## Diskografie

### Framus 5, Michal Prokop
- Panton „Nic ve zlým, nic v dobrým“ (1986)

### Marsyas
- „V přítmí“ (1987)

### Nová růže
- Supraphon „Nová růže“ (1990)
- Bonton „Nová růže 91“ (1991)
- RedMag reedice remasterovaných alb 1 + 2 + rarity (34 songů) „Nová Růže“ (2014)

### Žlutý pes
- Artia,Sony Music Bonton „Rockin’ The Blues“ (1987)
- Panton, Bonton Music 98 „Žlutý pes“ (1988)
- Sugar records „Hoši z východního bloku“ (1992)
- Bonton Music „Yellow Dog“ (zlatá deska Bontonu '95) (1994)
- Bonton „Trsátko“ (1996)
- Sony Music Bonton „Poslední lžíce“ (zlatá deska Sony Music Bonton 2000) (1998)
- Sony Music Bonton/Columbia „Himaláje“ (1999)
- Sony Music Bonton „Čínská otázka“ (2001)
- Sony Music Bonton/Columbia „Psí kusy“ (2002)
- Sony BMG Columbia „Rok Psa“ (2006)
- Sony BMG Columbia „Mellow Yellow“ (2008)
- Warner Music „Stroj času“ (2014)

### R-Force
- Popron „R-Force“ (1994)

### Aleš Brichta + Aleš Brichta Band
- Popron „Ráno ve dveřích armády spásy“ (zlatá deska Popron Music '98) (1996)
- Popron Music „Hledač pokladů“ (zlatá deska Popron Music 2000) (1998)
- Popron Music „Dívka s perlami ve vlasech“ (zlatá + platinová deska Popron Music 2001) (2000)
- Popron Music „American Bull“ (zlatá deska Popron Music 2002) (2001)
- Popron Music „Anděl posledního soudu“ (2003)
- Popron Music „Divadlo snů“ (2006)
- Sony BMG Columbia „Nech si to projít hlavou“ (2007)
- Popron Music „Aleš Brichta 50“ Tesla Arena (2009)

### Guest
- Bára Basiková „Bára Basiková“ Panton (1990)
- Michal Pavlíček and friends „Na kloboučku“ Forte (Pavlíček, Střihavka, Andršt, Hladík, Graves...) (1995)
- Pavla Kapitánová „Nevěřím“ Popron Music (Kapitánová, Dragoun, Brichta) (1996)
- Michal Pavlíček & Ondřej Konrád „Na Kloboučku – Best Sessions part I“ Report (2007)